# Ander Mirambell i Viñas
Ander Mirambell i Viñas (Calella, 17 de febrer de 1983) és un pilot de tobogan català. Participà en els Jocs Olímpics de Vancouver 2010, essent el primer català a fer-ho en aquesta disciplina.
Ander començà fent proves de skeleton la temporada 2005-2006 i competint en la 2006-2007. La seva primera idea era competir en bob, però fou inviable i es decidí pel tobogan, ja que ho considerà més segur que competir en luge. El seu primer i principal patrocinador fou l'empresa Buff. Ander és seguidor del RCD Espanyol. I del BAXI Manresa.
Als Jocs Olímpics de 2010 finalitzà en el 24è lloc. La millor posició a la Copa del Món de skeleton és la 18a aconseguida a Whistler (Canadà) el desembre de 2010, a inicis de la temporada 2010-11. La temporada anterior havia aconseguit el 21è lloc a Innsbruck (Àustria) el mes de gener de 2010.
En el passat Mundial de tobogan de Königsee (Alemanya) va acabar en 20ena posició, amb el qual va millorar en dues posicions el lloc que va ocupar fa quatre anys a Saint Moritz (Suïssa).